# ぼくらのレシピ図鑑シリーズ
『ぼくらのレシピ図鑑シリーズ』（ぼくらのレシピずかんシリーズ）は、映画24区による青春映画制作プロジェクトとして2018年から制作・公開されている日本映画のシリーズ。

## 概要
日本全国の自治体と組んで「食」「高校生」「地域」をキーワードに、地域発映画として制作される。一般的な商業映画とは異なり、全国の自治体および市民が企画段階から参加するのが特徴で、地元の食材や風景などが多く登場する。

## 『36.8℃ サンジュウロクドハチブ』
兵庫県加古川市を舞台に、女子高校生たちの日常を食と共に描く。シリーズ第1弾として、2017年に行われた第11回田辺・弁慶映画祭でのプレミア上映ならびにイオンシネマ加古川での先行上映を経て、2018年7月7日に順次劇場公開された。監督は安田真奈、主演は堀田真由。

### ストーリー（『36.8℃ サンジュウロクドハチブ』）
地元の女子高生である前田若菜は、何事においてもあまり積極的になれず、どうしても遠慮気味になってしまう。平穏に暮らしている分、仲間との温度差に悩んでいる。そんな若菜が唯一悩みを相談できるのはSNSで知り合ったOLであるみずほという女性だけ。

### キャスト（『36.8℃ サンジュウロクドハチブ』）
- 前田若菜：堀田真由
- 中林実果：岸本華和
- 尾上歩結：西野凪沙
- 清水透：安藤瑠一
- 桂木将志：平井亜門
- 便利屋：本間淳志
- 中年男：北原雅樹
- 陣内智則：陣内智則
- 神吉先生：ジョーナカムラ
- 尾上久美子：橋詰優子
- 前田菜穂子：渡辺真起子
- 前田拓雄：寺脇康文

### スタッフ（『36.8℃ サンジュウロクドハチブ』）
- 監督・脚本：安田真奈
- 総指揮：岡田康裕
- 製作：三谷一夫
- プロデューサー：高田知佳
- 音楽：西山宏幸
- 撮影：武村敏弘
- 照明：鈴村真琴
- 録音：松野泉
- 美術：萩原英伸
- 衣裳：牧角綾乃
- ヘアメイク：東口晃子
- 助監督：向田優
- 制作担当：松本裕一
- 編集：藤沢和貴
- フードコーディネーター：秋田美佐子
- スチール：山中五月
- 宣伝美術：矢島拓巳、林啓太
- WEB：徳永一貴
- スタジオ：イングス
- 企画：加古川市シティプロモーション映画制作実行委員会、映画24区
- 企画協力：ABCライツビジネス、TURNS
- 特別協力：同志社女子大学 情報メディア学科
- 製作・配給：映画24区

## 『夏、至るころ』
シリーズ第2弾として2020年12月4日に順次公開。原案・監督は本作が初監督となる池田エライザ、主演は倉悠貴。
公開に先立ち、第21回全州国際映画祭シネマ・フェスト部門、第23回上海国際映画祭インターナショナル・パノラマ部門へ出品される。

### キャスト（『夏、至るころ』）
- 大沼翔：倉悠貴
- 平川泰我：石内呂依[5]
- 都：さいとうなり[5]
- 大沼直之：安部賢一[5]
- 大沼由香里：杉野希妃[5]
- 大沼昇：後藤成貴
- 有田：大塚まさじ[5]
- 小林先生：高良健吾[9]
- 古賀正勝：リリー・フランキー[5]
- 古賀春子：原日出子[5]

### スタッフ（『夏、至るころ』）
- 原案・監督：池田エライザ
- プロデューサー：三谷一夫
- 脚本：下田悠子
- 音楽：西山宏幸
- 主題歌：崎山蒼志「ただいまと言えば」（Sony Music Artists Inc.）
- 撮影：今井孝博
- 特機：塩見泰久
- 照明：長沼修二
- 録音：菰田慎之介
- 助監督：佐藤吏
- 監督補：金田敬
- 制作：酒井識人
- 美術：松本慎太朗
- 衣裳：木谷真唯
- ヘアメイク：釜瀬宏美
- フードコーディネーター：寺岡詳子
- 編集：陸慧安
- 太鼓指導：川原邦裕、植田美紀
- 特別協力：和太鼓たぎり
- 特別協賛：マクセルホールディングス、Cocoテラスたがわ
- 協賛：鷹羽グループ、谷口グループ、ブロックソリューション、三好食品工業、緒方造園開発、たがわ信用金庫、西日本シティ銀行、福岡銀行、ユニテクノ、福岡県立田川高等学校岳陽同窓会
- 企画：田川シティプロモーション映画製作実行委員会、映画24区
- 企画協力：ABCライツビジネス
- 協力：田川市、たがわフィルムコミッション
- 配給・宣伝：キネマ旬報DD、映画24区
- 製作：映画24区

## 『メンドウな人々』
山梨県富士吉田市を舞台に、モヤッとした男子高校生とおせっかいな食堂店主、高校うどん部の交流を描く青春映画。シリーズ第3弾として2023年9月2日に劇場公開。先行して山梨放送にて2023年3月18日に放映。監督・脚本は安田真奈、主演は片岡千之助。歌舞伎役者である片岡千之助にとって、本作は初の現代劇、初の主演映画である。
劇中のうどん部は、山梨県立ひばりが丘高校うどん部の活動がモデル。同部は郷土料理吉田のうどんの周知に貢献しているとして、富士吉田市に、平成 27 年 10 月から富士吉田市うどん観光大使に任命されている。